# Iglesia de San Millán (Ganzaga)
La iglesia de San Millán es un edificio situado en la anteiglesia española de Ganzaga, en la provincia de Álava.

## Descripción
El edificio se encuentra en la anteiglesia española de Ganzaga, del municipio de Aramayona, perteneciente a la provincia de Álava, en la comunidad autónoma del País Vasco. Se menciona como iglesia parroquial del lugar en el octavo volumen del Diccionario geográfico-estadístico-histórico de España y sus posesiones de Ultramar de Pascual Madoz, donde aparece descrita con las siguientes palabras: «igl. parr. (San Millan), servida por un cura y beneficiado perpetuo, de patronato activo y pasivo del ordinario, y por un sacristan secular». En el tomo de la Geografía general del País Vasco-Navarro dedicado a Álava y escrito por Vicente Vera y López, se dice lo siguiente: «Constituye una parroquia rural de segunda clase, perteneciente al arciprestazgo de Villarreal y dedicada á San Millán».